# 龍淵寺
龍淵寺（りゅうえんじ）は、埼玉県熊谷市上之にある曹洞宗の寺院である。山号は太平山（たいへいざん）。

## 歴史
行田・忍城主の成田氏十二代・成田左京亮家時が応永18年（1411年）、皿尾村（行田市）の阿弥陀堂に住していた和庵清順（わなんせいじゅん）を招いて建立した。成田家代々の菩提寺。徳川家康が関東に入国して初めて鷹狩をした時、当寺の山号を見て、「太平山とは吉瑞なり」と立ち寄った。すると住職が三河にいた時代に手習いの相手だった幼なじみ呑雪だった。その後もしばしば立ち寄って、寺に修行僧が多いのを知って同情し、百石の御朱印を下されたと言われる。

## 著名人の墓
奥原晴湖の墓（県指定記念物 旧跡）

## 交通アクセス
熊谷バイパス（国道17号）上之歩道橋交差点をスポーツ文化公園方面に曲がる。
- JR高崎線・上越新幹線・秩父鉄道 熊谷駅北口より、国際十王交通犬塚行きで約11分 「龍淵寺（りゅうえんじ）前」停留所下車。
- 熊谷駅より徒歩41分。